# Apremont-la-Forêt
Apremont-la-Forêt is een gemeente in het Franse departement Meuse in de regio Grand Est en telt 388 inwoners (2005). De plaats maakt deel uit van het arrondissement Commercy.

## Geschiedenis
Tot 9 april 1962 heette Apremont-la-Forêt kortweg Apremont. Op 1 januari 1973 werden Liouville, Marbotte en Saint-Agnant-sous-les-Côtes opgenomen in de gemeente Apremont-la-Forêt,

Wapen van Apremont-la-Forêt voor de fusie
Huidig gemeentewapen

## Geografie
De oppervlakte van Apremont-la-Forêt bedraagt 34,2 km², de bevolkingsdichtheid is 11,3 inwoners per km².
De onderstaande kaart toont de ligging van Apremont-la-Forêt met de belangrijkste infrastructuur en aangrenzende gemeenten.

## Demografie
De grafiek rechts toont het verloop van het inwonertal (bron: INSEE-tellingen).